# Zespół pasm owodniowych
Zespół pasm owodniowych (ang. amniotic band syndrome, ABS) – sekwencja wad wrodzonych o charakterze dysrupcji, związana z przedwczesnym pęknięciem worka owodniowego i uszkodzeniem zdrowych tkanek płodu przez pasma pękniętej owodni. Obrażenia płodu powstają wskutek mechanicznego działania tych pasm tkanki łącznej, a także przez niedokrwienie i zrosty uszkodzonych tkanek.

## Nazewnictwo
Inne nazwy tej jednostki chorobowej to:
- amniotic deformity adhesions mutilations, ADAM
- dysplazja Streetera (Streeter's dysplasia)
- taśmy (pasma, nitki)  Simonarta (Simonart's bands)
- congenital annular defects
- congenital ring constrictions
- constriction ring syndrome
- TEARS, The Early Amnion Rupture Spectrum

## Epidemiologia
Zespół pasm owodniowych występuje średnio 1:5 000-15 000 urodzeń. Uważa się też, że przedwczesne pęknięcie błon płodowych (PROM) odpowiada za około 170:10 000 poronień.

## Etiologia
Przyczyną wad wrodzonych w zespole pasm owodniowych jest pękniecie worka owodniowego we wczesnym okresie ciąży; powstają wtedy łącznotkankowe pasma i włókna owodni, które przyklejają się do galaretowatej powierzchni ciała płodu. Zaciskają się one na ciele płodu wraz z jego wzrostem, co powoduje obrzęk, niedokrwienie, a w skrajnym przypadku całkowitą amputację kończyny, części kończyny, albo uszkodzenie głowy, ściany klatki piersiowej bądź powłok brzucha. Uważa się, że uszkodzenia typu rozszczepów powstają, gdy płód połyka wolny koniec pasma pękniętej owodni. Rozszczepy w zespole pasm owodniowych zwykle nie leżą w miejscach połączenia pierwotnych struktur twarzy, ale mogą imitować prawdziwe rozszczepy o charakterze malformacji.

## Obraz kliniczny i przebieg
Stopień uszkodzenia tkanek płodu jest bardzo różny, a lokalizacja uszkodzeń losowa: w zasadzie nie ma dwóch identycznych przypadków wad wrodzonych w zespole pasm owodniowych. Stopień uszkodzenia zależy od czasu, w którym płód był narażony na mechaniczne działanie strzępów owodni: od całkowitego zniszczenia ciała płodu z amputacją kończyn, głowy i poronieniem płodu, do zrostów lub amputacji pojedynczych palców bądź drobnych rozszczepów wargi i podniebienia. Inne spotykane w sekwencji wczesnego pęknięcia owodni wady to: przepuklina mózgowa, nietypowe rozszczepy twarzy, wady narządu wzroku, przepukliny oponowo-rdzeniowe, zrosty łożyska z płodem, atrezja nozdrzy, ubytki ściany klatki piersiowej i brzucha, skrzywienie kręgosłupa. Częste są także ubytki sklepienia czaszki przypominające bezmózgowie i nierzadko jako takie błędnie rozpoznawane. Inne uszkodzenia płodu także bywają diagnozowane jako malformacje; w wykazaniu rzeczywistej przyczyny pomocne jest badanie popłodu, wykazujące pasma i strzępy owodni przyklejone do pępowiny. Konsekwencją wczesnego pęknięcia owodni może być też skąpowodzie z wtórnymi deformacjami.